# Wladislaus II. (Oppeln)

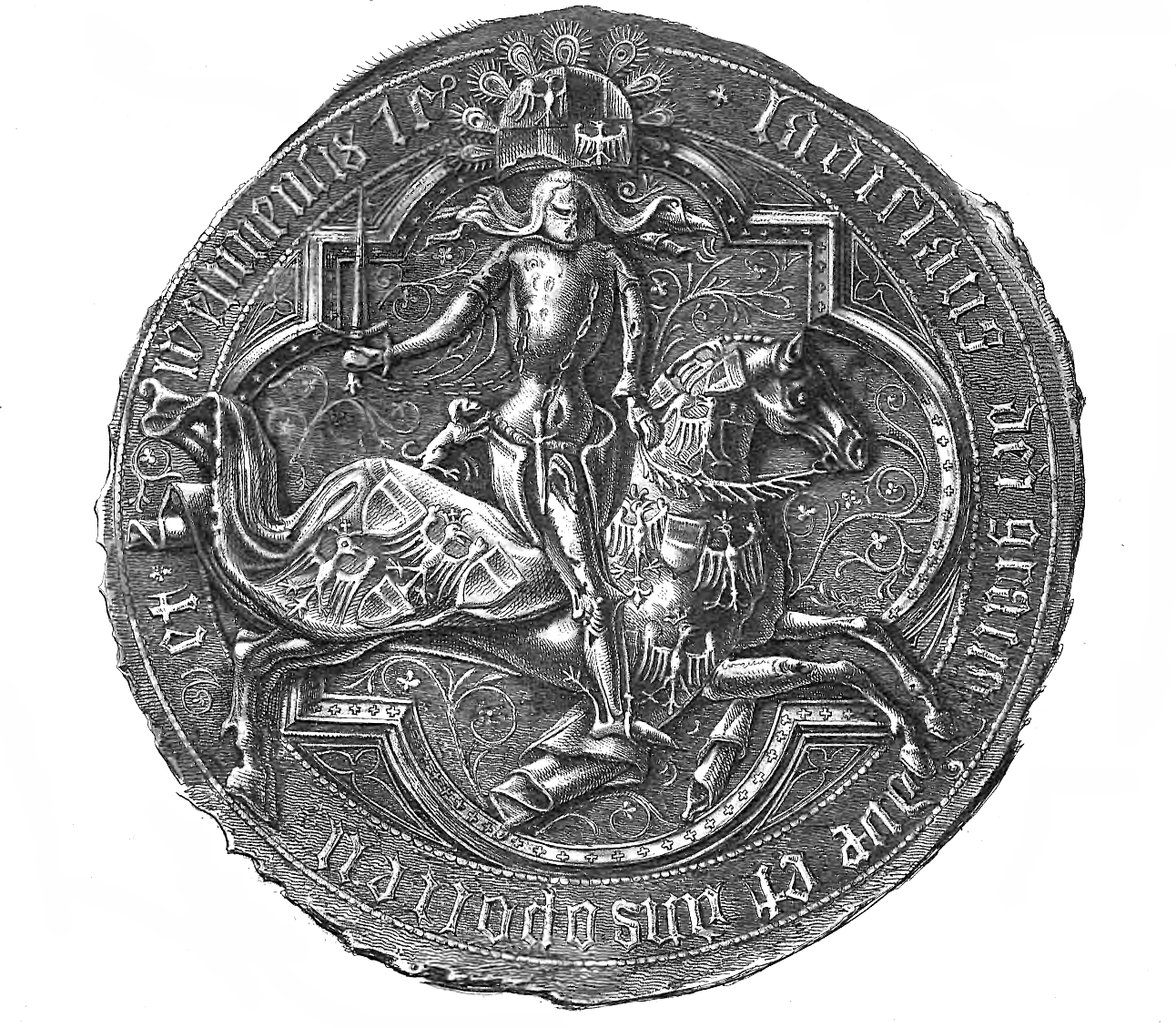
Siegel des Herzogs Wladislaus II. von Oppeln

Wladislaus II. von Oppeln (auch Ladislaus II. von Oppeln, Wladislaw II. von Oppeln; polnisch Władysław Opolczyk, tschechisch Vladislav II. Opolský; * zwischen 1326 und 1332; † 18. Mai 1401 in Oppeln) war ab 1356 böhmischer Lehns- und Erbherzog von Oppeln, 1367–1372 Palatin von Ungarn, 1370–1392 polnischer Lehnsherzog von Wieluń, 1372–1378 Statthalter in der „Rus“, 1377/78 Statthalter von Polen, 1375–1396 böhmischer Lehnsherzog von Pleß, 1378–1392 polnischer Lehnsherzog von Dobrin und Kujawien, 1382–1385 Regent der Oppelner Teilherzogtümer Falkenberg und Strehlitz sowie 1384–1390 böhmischer Lehnsherzog von Jägerndorf. Er entstammte dem Oppelner Zweig der Schlesischen Piasten.

## Titulatur
- Titulatur lateinisch: „Ladislaus Dei Gracia Dux Opoliensis Wieloniensis et Terre Russie Domin et Heres“[8]
- Übersetzung: „Wladislaus, durch Gottes Gnaden, Herzog von Oppeln und Wieluń, Herr und Erbe des Rus Landes“

## Leben
Wladislaus war der älteste Sohn des Herzogs Bolko II. von Oppeln und der Elisabeth, Tochter des Herzogs Bernhard II. von Schweidnitz. Durch die verwandtschaftlichen Beziehungen seiner Mutter zum  Haus Anjou kam er schon frühzeitig an den ungarischen Hof. Dort heiratete er um 1355 Elisabeth, eine Tochter des Hospodars Nikolaus Alexander (Nicolae Alexandru; † 1364) der Walachei. Als Schwager des römisch-deutschen Kaisers Karl IV., dessen Vasall er als Herzog von Oppeln war, und Neffe des ungarischen Königs Ludwig von Anjou war er mit den mächtigsten europäischen Monarchen des 14. Jahrhunderts verwandt.
Nach dem Tod seines Vaters im Jahre 1356 übernahmen Wladislaus und sein jüngerer Bruder Bolko III. gemeinsam die Herrschaft im Herzogtum Oppeln. Wegen der häufigen Abwesenheiten Wladislaus wurde sie faktisch von Bolko allein ausgeübt. Nach dem Tod ihres Onkels Bolko II. von Schweidnitz 1368, gerieten Wladislaus und sein Bruder Bolko in kriegerische Auseinandersetzungen mit dem Liegnitzer Herzog Ludwig I. wegen der Pfandschaften Kreuzburg und Pitschen, die ihnen ihr Onkel testamentarisch hinterlassen hatte.
Nach dem Tod des letzten polnischen Königs Kasimir III. aus dem kujawischen Zweig der Piasten 1370 sorgte Wladislaus für einen reibungslosen Übergang der polnischen Krone an den ungarischen König Ludwig von Anjou, der im selben Jahr zum König von Polen gekrönt wurde. Nachfolgend verlieh König Ludwig Wladislaus den Titel des Palatins von Ungarn sowie des Grafen von Preßburg. Zudem übertrug er ihm in seinem neu gewonnenen Königreich Polen die Gebiete von Polnisch-Bunzlau, Wieluń, Dobrin und Rotreußen. Den Aufbau des nach jahrzehntelangen Kriegen brachliegenden Landes Rotreußen förderte Wladislaus u. a. durch die Gründung von Städten nach dem Magdeburger Recht, die Besiedlung des Landes mit römisch-katholischen (polnischen, deutschen, ungarischen usw.) Bauern, Handwerkern, Bürgern, Adligen und dem Klerus sowie durch die Begünstigung von Handel und Gewerbe.
1374 war Wladislaus am Zustandekommen des Kaschauer Privilegs beteiligt, mit dem König Ludwig vom polnischen Adel die Zustimmung für die weibliche Erbfolge erreichte. 1375 erwarb Wladislaus vom Troppauer Herzog Johann I. pfandweise die Herrschaften Pleß und Nikolai. Nachdem König Ludwigs Mutter Elisabeth, die faktisch die Regierung in Polen ausübte, Polen verlassen musste, war Wladislaus, der nun auf dem Höhepunkt seiner Macht stand, 1377–1378 alleiniger Statthalter des Königreichs Polen.
Nach dem Tod seines Bruders Bolko III. 1382 regierte Wladislaus sein Herzogtum Oppeln allein. Da nachfolgend die Stadt Oppeln zwischen ihm und seinen vier Neffen zweigeteilt wurde, erbaute er die neue Burg, die in den Mauerring einbezogen war. 1384 verlieh er Guttentag das Magdeburger Stadtrecht.
In Verhandlungen sicherte Wladislaus Hedwig von Anjou, der jüngsten Tochter von König Ludwig I., den polnischen Thron. Sie wurde als elfjährige 1384 zum „König“ von Polen gekrönt, da die Würde einer „Königin von Polen“ nicht bekannt war. 1386 durfte Wladislaus Taufpate von Hedwigs künftigem Gatten sein, dem bis dahin heidnischen Litauerfürsten Jogaila, der den Vornamen seines Taufpaten annahm und als Władysław II. Jagiełło zum König von Polen gekrönt wurde.
1385 erwarb Wladislaus vom Troppauer Herzog Johann II. das Herzogtum Jägerndorf, das er jedoch schon 1390 seinem Schwager Jobst von Mähren verkaufte. 1387 übertrug ihm der böhmische König Wenzel IV. die Stadt Namslau.
Ab 1388 kam es zwischen König Jagiełło und Wladislaus zu kriegerischen Auseinandersetzungen, deren Ursache die zunehmend antipolnische Politik Wladislaus’ war. Schon als Statthalter von Polen übte er eine deutschfreundliche Verwaltung und eine dem Deutschen Orden gewogene Außenpolitik aus. Zudem wandte er sich zunehmend politisch dem böhmischen König Wenzel IV. zu. Mit seiner einflussreichen Position verfolgte er 1391 den Plan, das Königreich Polen zu zerschlagen und es zwischen den Königreichen Ungarn und Böhmen, dem Kurfürstentum Brandenburg und dem Deutschen Orden aufzuteilen. Nachdem er 1392 das in seinem Besitz befindliche Dobrin an den Deutschen Orden übertragen hatte, unternahm König Jagiełło einen Kriegszug in das Oppelner Land und verwüstete es.
Wegen dieser Auseinandersetzungen verlor Wladislaus bis auf Polnisch-Bunzlau alle außerschlesischen Besitzungen. Den Rest seines Lebens verbrachte er zurückgezogen in seinem Herzogtum Oppeln. Dieses verpfändete er 1393 seinem bischöflichen Neffen Johann I. sowie dessen jüngeren Brüdern Bolko IV., Heinrich († 1394) und Bernhard, wobei Wladislaus ein lebenslanger Nießbrauch eingeräumt wurde.
Zu Wladislaus Verdiensten zählen u. a. die engere Anbindung des nach Unabhängigkeit strebenden Fürstentums Walachei an Ungarn sowie die Erbfolgeregelung zwischen der ungarischen Dynastie Anjou und dem deutschen Kaiserhaus der Luxemburger. Mit der Eroberung des bulgarischen Königreichs Widin konnte die ungarische Südgrenze vor den anrückenden türkischen Osmanen gesichert werden. Die Katholische Kirche stärkte er u. a. durch Gründung eines Erzbistums in Halicz sowie der Wallfahrtsstätte auf dem Hellen Berg in Tschenstochau.
Wladislaus II. starb Jahre 1401 in Oppeln. Sein Leichnam wurde in der dortigen Franziskanerkirche beigesetzt. Da er nur Töchter hinterließ, folgte ihm als Herzog von Oppeln sein Neffe Bolko IV nach. Wladislaus Witwe Eufemia erhielt als Witwensitz Oberglogau. Sie starb zwischen 1418 und 1424.

## Ehe und Nachkommen
Um 1355 vermählte sich Wladislaus mit Elisabeth († 1370), Tochter von Nikolaus Alexander, Wojewode der Walachei aus dem Haus Bessarabien. Dieser Ehe entstammten die Töchter:
- Kinga († nach 1369), Nonne im St.-Klara-Kloster zu Buda
- Elisabeth († 1374), heiratete 1372 Jobst, Markgraf von Mähren
- Katharina († 1420), heiratete 1382 Heinrich VIII., Herzog von Glogau und Sagan

Nach Elisabeths Tod 1370 vermählte sich Wladislaus vor 1379 mit Euphemia von Masowien († 1418/1424), Tochter von Siemowit III., Herzog von Masowien. Aus dieser Ehe gingen die Töchter hervor:
- Hedwig († nach 1390), heiratete um 1390 Wigunt Aleksander (Bruder des polnischen Königs Jagiełło), Fürst von Kernavė im Großfürstentum Litauen
- Eufemia († 1408), Prinzessin von Oppeln

## Galerie

Das Wappen des Herzogtums Oppeln
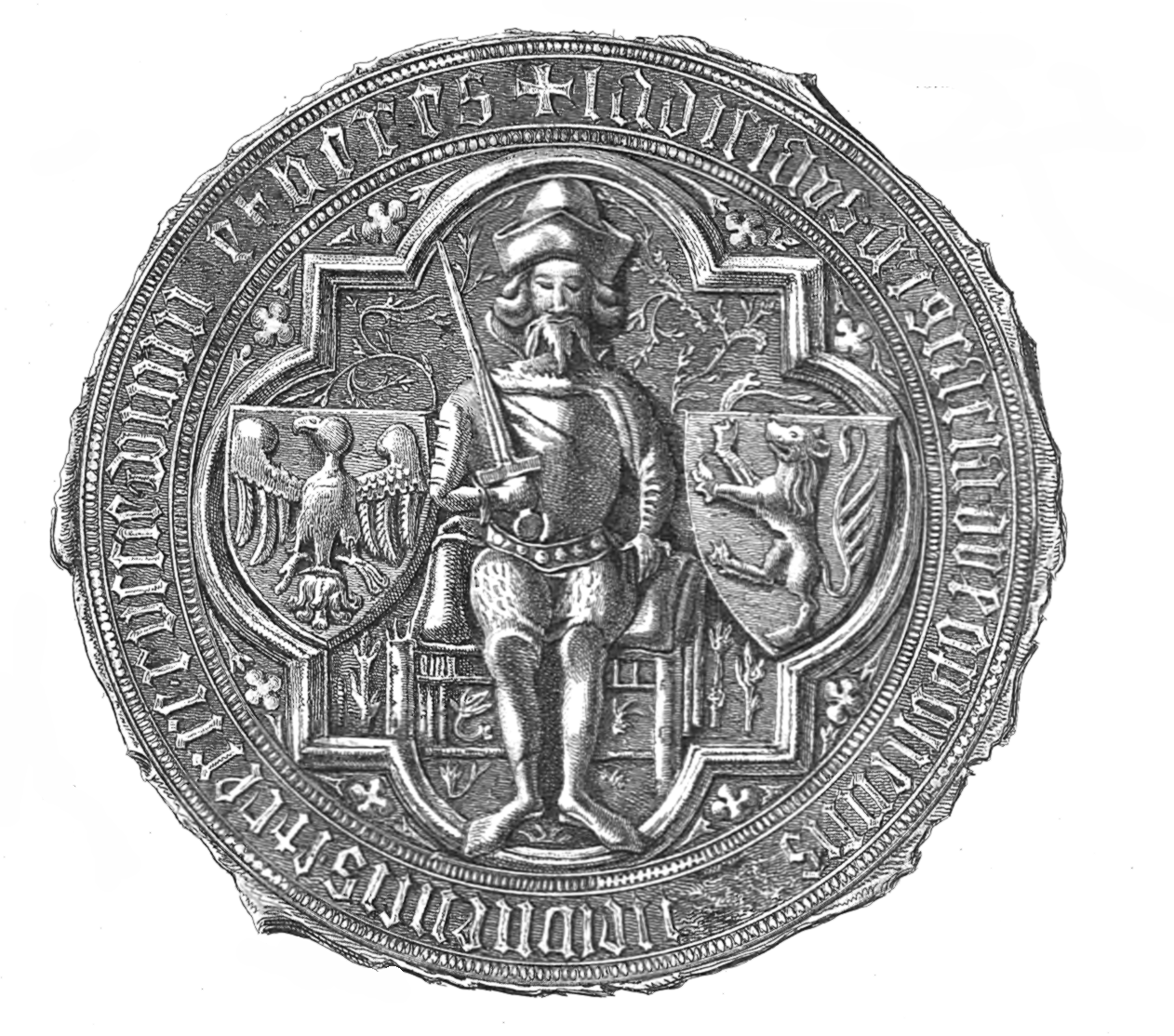
Das Siegel Herzogs Wladislaus II. von Oppeln: „Ladislaus Dei Gracia Dux Opoliensis Wieloniensis et Terre Russie Domin et Heres“, etwa 1378
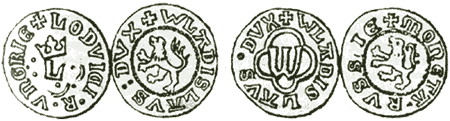
Münzen Herzogs Wladislaus II. von Oppeln

| Personendaten    | Personendaten |
| ---------------- | --- |
| NAME             | Wladislaus II. |
| ALTERNATIVNAMEN  | Ladislaus II. von Oppeln; Wladislaw II. von Oppeln; Władysław Opolczyk (polnisch); Vladislav II. Opolský (tschechisch) |
| KURZBESCHREIBUNG | Herzog von Oppeln, Wielun und Kujawien, Statthalter im Königreich Polen und Rothreußen, Palatin von Ungarn             |
| GEBURTSDATUM     | zwischen 1326 und 1332                                                                                                 |
| STERBEDATUM      | 18. Mai 1401 |
| STERBEORT        | Oppeln |